# جان مولکاهی
جان مولکاهی (انگلیسی: John Mulcahy; ۲۰ ژوئیهٔ ۱۸۷۶ – ۱۹ نوامبر ۱۹۴۲) قایقران روئینگ اهل ایالات متحده آمریکا بود.